# Славка (річка)
Сла́вка (інші назви — Славська, Волосянка) — річка в Українських Карпатах, у межах Сколівського району Львівської області. Права притока Опору (басейн Дністра).

## Опис
Довжина річки 15 км, площа басейну 79 км². Славка — типово гірська річка з кам'янистим дном і численними перекатами та порогами. Характерні паводки після сильних дощів чи під час відлиги.

## Розташування
Це перша порівняно велика права притока Опору. Славка бере початок на північних схилах Вододільного хребта (головні витоки розташовані на південний захід від гори Чорна Ріпа). Утворюється злиттям потоків: Славка, Мала Славка, Велика Славка. Пливе в межах Сколівських Бескидів переважно на північ. Впадає до Опору в межах смт Славське.
Притоки: Ялинковата (права).
Над річкою та її притоками розташовані села: Ялинкувате, Волосянка, Хащованя і смт Славське.

## Легенда про річку Славка
«Напали на наше село татари. Село спалили. Людей одних повбивали, а других пов'язали та й гнали в неволю. Захопили вони в неволю й дуже гарну дівчину Славку. Вивели її над село Ялинкувате. Обернулась, Славка, глянула на свої гори і каже татарам: „Не піду я далі, бо не можу жити без своїх гір і потоків. Уже краще я вмру тут“. Загомоніли бранці, підводячись із землі і підходячи до дівчини. Ніби й не чули ударів татарських батогів. Та якось несподівано підбіг косоокий татарище з перекривленим від люті лицем, замахнувся з усієї сили шаблею, і покотилася, зрошуючи кривавою росою рідну землю голова дівчини. Заплакали бранці. Надворі стало темно, пішов дощ, а від голови дівчини волосся, промите дощовими водами, хвилястим жмутком витягнулось в долину туди, де дотлівало село. У синіх, як погідне карпатське небо, очах дівчини відбився засліпливий спалах блискавки, страшно ударив грім, аж земля здригнулася і гори застогнали… Там, де стояв татарин, що вбив дівчину, лишився лише камінь. А з того місця, де лежала голова дівчини, з глибокої нори звивистою смужкою, як розплетена коса дівоча, задзюрчав потічок. Збираючи своїх братеничків сестрінок — Шаленого і Решітського, Малу Славку і Хащованського, Габійового і Гурдзанського, Павлюківського і Бильнового, Топільського і Погарського (то потоки, що впадають в нашу річку) він скоро виріс у річку, яка понесла свої води до брата Опору, щоб з'єднатися з ним і своїми хвилями змити ворожу нечисть з рідної землі. А люди назвали ту річку Славкою».